# Капео, Клаудио
Клаудио Капео (также известен как Клаудио Рукколо) — французский певец и аккордеонист итальянского происхождения. Вырос в Стенбаке.

## Биография

### Раннее творчество
Научился играть на аккордеоне ещё в шесть лет и принимал участие в соревнованиях. В шестнадцать был частью металл-группы, позже группы афро-джаза. Он продолжал обучаться, сдал Brevet d'études professionnelles (BEP) и Certificat d'aptitude professionnelle (CAP), и работал плотником и декоратором 7 лет.

### 2010–15:El Vagabond,Miss Mondo&Mr Jack
Не оставляя свою основную страсть - музыку - он основал с друзьями "Campeo band", выпустив два альбома собственного издания: El Vagabond (2010) и Miss Mondo (2012), продвигая их во время живых концертов во Франции и соседних странах. В 2015 выпустил пластинку Mr. Jack.

### 2016–настоящее время:The Voice&Claudio Capéo
В 2016 он принял участие в пятом сезоне французского Голоса. Во время слепого прослушивания он пел "Chez Laurette" Мишеля Дельпеша. Только Флоран Паньи повернулся к нему. Будучи частью Команды Паньи, 26 марта 2016 он исполнил "Матильду" Жака Бреля в поединке против Лоран-Пьера Лекордье, и вылетел. Несмотря на ранний вылет из проекта, Капео очень пользуется популярностью у французской публики. Вскоре после окончания проекта он подписывает контракт с Себастьяном Соссе, директором французского лейбла Jo&Co, и в 2016 выпускает альбом своего имени "Claudio Capeo", который попал в чарты SNEP в первую неделю релиза и оставался на первой строчке пять недель подряд. Альбом был трижды признан платиновым и продан в количестве 300000 копий к началу 2017. Его дебютный сингл "Un homme debout" ("Человек, который стоит") попал на 6 строчку во французских чартах, а также засветился и в бельгийских.

## Дискография

### Альбомы
| Название      | Информация                                                                         | Наивысшая позиция в чартах | Наивысшая позиция в чартах | Награды             |
| Название      | Информация                                                                         | FRA                        | BEL (Wa)                   | Награды             |
| ------------- | ---------------------------------------------------------------------------------- | -------------------------- | -------------------------- | ------------------- |
| El Vagabond   | - Выпущен: 27 February 2010 - Студия: Claudio Capéo - Формат: Digital download, CD | —                          | —                          |                     |
| Miss Mondo    | - Выпущен: 13 October 2012 - Студия: Khamai - Формат: Digital download, CD         | —                          | —                          |                     |
| Claudio Capéo | - Выпущен: 15 July 2016 - Студия: Jo & Co - Формат: Digital download, CD           | 1                          | 9                          | - SNEP: 3× Platinum |

### Мини-альбомы
| Название | Информация                                                                       |
| -------- | -------------------------------------------------------------------------------- |
| Mr. Jack | - Выпущен: 25 August 2015 - Студия: Claudio Capéo - Формат: Digital download, CD |

### Singles
| Год  | Название          | Наивысшая позиция в чартах | Наивысшая позиция в чартах | Альбом        |
| Год  | Название          | FRA                        | BEL (Wa)                   | Альбом        |
| ---- | ----------------- | -------------------------- | -------------------------- | ------------- |
| 2011 | "Charlotte"       | —                          | —                          | Miss Mondo    |
| 2015 | "Mr. Jack"        | —                          | —                          | Mr. Jack      |
| 2016 | "Un homme debout" | 6                          | 7                          | Claudio Capéo |
| 2016 | "Ça va ça va"     | 23                         | 9                          | Claudio Capéo |
| 2017 | "Riche"           | 27                         | —                          | Claudio Capéo |
| 2017 | "Dis le moi"      | 191                        | —                          | Claudio Capéo |